# Union Ohligs
Union Ohligs war ein Sportverein aus Solingen. Die erste Fußballmannschaft spielte drei Jahre in der II. Division West sowie eine Saison in der Regionalliga West.

## Geschichte
Der Verein entstand am 3. September 1949 durch die Fusion des VfR Ohligs, dem Ohligser FC 06 und dem VfL Ohligs 12. Letzterer wurde am 21. August 1912 als BV Adler Ohligs gegründet und war von 1921 bis 1922 mit dem TV 88 Ohligs zum TBV Ohligs fusioniert. 1945 fusionierte der BV Adler mit dem VfL Ohligs zum VfL Ohligs 12. Erfolgreichster Vorgängerverein war der VfR Ohligs, der in der Saison 1940/41 der erstklassigen Gauliga Niederrhein angehörte. Der Ohligser FC stieg 1948 in die damals zweitklassige Landesliga Niederrhein auf.
Der neue Verein wurde in die neu geschaffene II. Division West aufgenommen. Dort kam die Mannschaft nicht über Platzierungen in der unteren Tabellenhälfte hinaus. In der Saison 1951/52 gelang zwar ein 4:1-Sieg über Borussia München-Gladbach und mit Platz zwölf wurde die beste Platzierung erreicht. Da die beiden Staffeln der II. Division zu einer zusammengeführt wurden, musste Union absteigen. Kurios verlief die Saison 1952/53. Die Ohligser wurden zum vorläufigen Staffelmeister erklärt und nahmen an der Niederrheinmeisterschaft teil, wo Union Letzter wurde. Nach einigen Spielwertungen rutschten die Ohligser auf Platz vier zurück. Zwei Jahre später wurde die Mannschaft Vizemeister hinter Marathon Remscheid, nur um 1956 die neu geschaffene Verbandsliga Niederrhein zu verpassen. Dem Verbandsligaaufstieg im Jahre 1963 folgte der direkte Wiederabstieg. 1965 wurde Union in die Bezirksliga durchgereicht. 
Nach dem direkten Wiederaufstieg gelang 1969 der Aufstieg ins niederrheinische Oberhaus. Gleich in der Aufstiegssaison erreichte die Mannschaft den dritten Platz. Im Jahre 1973 sicherten sich die Solinger mit einem Punkt Vorsprung auf den VfB 06/08 Remscheid die Niederrheinmeisterschaft. In der Aufstiegsrunde zur Regionalliga West wurden die Ohligser unter Spielertrainer Horst Stockhausen hinter Rot-Weiß Lüdenscheid und den SC Viktoria Köln nur Dritter. Da aber die Regionalligisten Rot-Weiss Essen und Fortuna Köln in die Bundesliga aufstiegen und mit Rot-Weiß Oberhausen nur ein Westverein in die Regionalliga abstieg, schaffte Union Ohligs doch noch den Aufstieg. 

### Die Regionalliga-Saison 1973/74
Für den Verbleib in der Zweitklassigkeit ergab sich von vornherein die Thematik, dass in der Nachfolgesaison 1974/75 die 2. Fußball-Bundesliga eingeführt wurde. Um hierfür qualifiziert zu sein, gab es eine Punktewertung, die die Platzierung in den Regionalliga-Abschlusstabellen der Spielzeiten seit 1969/70 mit Punkten bewertete. Hierfür reichte allein eine gute Platzierung der Saison 1973/74 nicht. Dieser Problematik waren sich die Vereinsverantwortlichen bewusst. 
Anfangs tat sich die Mannschaft in der höheren Spielklasse schwer. Nach zehn Spieltagen belegte das Team mit 5:15 Punkten nur den vorletzten Platz in der Tabelle. Dann jedoch stellten sich Heimsiege ein, jeweils vor einer beträchtlichen Zuschauerkulisse. Gegen Rot-Weiß Lüdenscheid wurde mit 2:1 gewonnen, gegen Eintracht Gelsenkirchen mit 4:2 und gegen Alemannia Aachen sogar mit 4:0. Am Ende der Hinrunde ergab sich somit ein 15. Tabellenplatz. In der Rückrunde ragte der durch Tore von Stockhausen und Jürgen Lehr erzielte 2:0-Auswärtssieg bei Borussia Dortmund heraus. Danach erreichte man einen 3:0-Heimsieg gegen das Spitzenteam von Bayer Uerdingen durch Tore von Helpenstein, Lehr und Horst Kuballa. 
In die Annalen ging jedoch ein anderes Spiel ein. Im Heimspiel am 19. August 1973 gegen die Sportfreunde Siegen biss der Hund eines Platzordners in der 79. Minute den Siegener Rechtsaußen Bernd Müller ins Bein, so dass er nicht weiterspielen konnte. Zu diesem Zeitpunkt lag Ohligs mit 4:1 vorne. Die Sportgerichtsbarkeit des Westdeutschen Fußballverbands urteilte im ersten Verfahren, dass das Spiel angesichts dieses Spielstandes als entschieden gelten könne und der Hundebiss ohne Relevanz sei. Erst in der nächsten Instanz erhielten die Siegener Recht und ein komplettes Wiederholungsspiel wurde angesetzt, das Union Ohligs mit 0:3 verlor.
Die Zuschauerzahlen in dieser Saison waren beachtlich. Ins Stadion am Hermann-Löns-Weg kamen durchschnittlich 5000 Zuschauer zu den Heimspielen von Union Ohligs. Der Zuschauerrekord von 11.000 Besuchern wurde beim Heimspiel gegen Borussia Dortmund erreicht. 
Die Finanzen des Vereins waren geordnet. Der Gesamtetat 1973 belief sich auf weniger als 500.000 DM, bei Zuschauereinnahmen in Höhe von 286.500 DM und Werbeeinkünften von 45.000 DM.
In der Endtabelle der Regionalligasaison 1973/74 erreichte Union Ohligs Platz 15. Bei der Jahreshauptversammlung am 5. April 1974 votierten 130 der 139 anwesenden Vereinsmitglieder für eine Namensänderung in OSC Solingen. Anschließend fusionierte die Union am 24. Juli 1974 mit dem VfL Solingen-Wald zur SG Union Solingen. Man erhoffte sich durch diesen Schritt ein stärkeres Engagement der Stadt Solingen für den Verein.

## Persönlichkeiten
- Oskar Bachteler
- Siegfried Frank
- Gerd Knoth
- Hans-Peter Miss
- Karl-Heinz Nonnenbruch
- Hans-Otto Peters

## Erfolge
- Meister der Verbandsliga Niederrhein 1973